# Giornata mondiale del volontariato
La giornata mondiale del volontariato (in inglese International Volunteer Day) è una ricorrenza internazionale celebrata il 5 dicembre di ogni anno. È stata così designata dalla risoluzione 40/212 dell'Assemblea generale delle Nazioni Unite del 17 dicembre 1985.
Le celebrazioni sono coordinate dai volontari delle Nazioni Unite (in inglese United Nations Volunteers).

## Descrizione
Lo scopo della giornata internazionale del volontariato è quello di riconoscere il lavoro, il tempo e le capacità dei volontari in tutto il mondo.
L'attività di volontariato è quella di sostenere le iniziative di pace, gli aiuti umanitari e di assistenza medica, il monitoraggio dei diritti umani e il supporto di organizzazioni non lucrative di utilità sociale.
Il 2001 è stato dichiarato Anno Internazionale del Volontariato, che ha contribuito all'attivazione di progetti sostenuti dai volontari. 

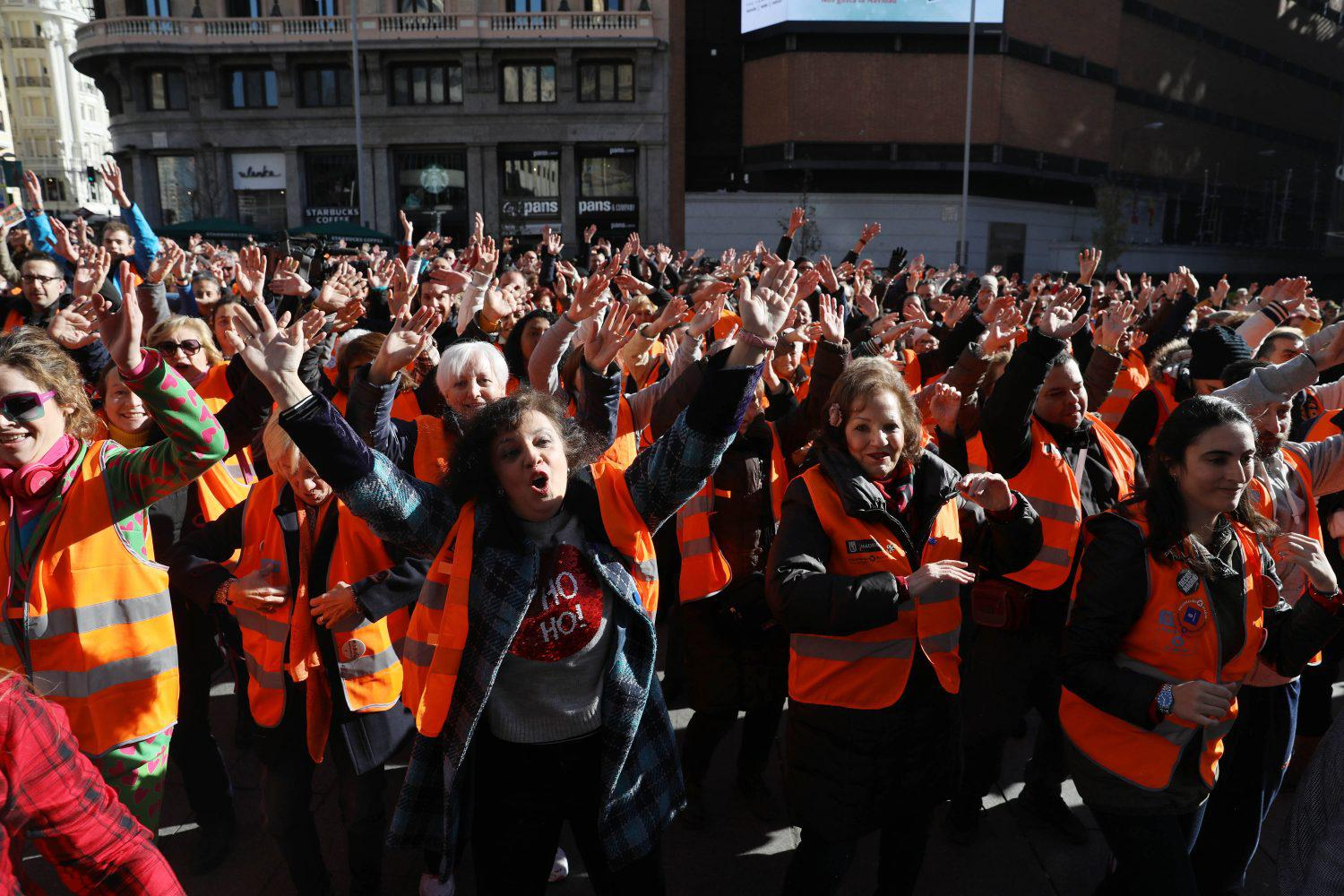
‘Voluntarios por Madrid’ nel 2017

Il tema della giornata internazionale del volontariato 2018 è stato "I volontari costruiscono comunità resilienti". 
Si è celebrato lo sforzo dei volontari nel fortificare l'ambito locale e la resilienza delle comunità nel momento di confrontarsi con i disastri naturali, i problemi economici e i condizionamenti politici. Con questo tema si vuole evidenziare la capacità dei volontari per costruire delle comunità resilienti.
Per il 2019 il tema della giornata internazionale del volontariato è stato "Volontario per un futuro inclusivo".Durante l'anno ci sono stati 8.282 volontari, che hanno prestato servizio in 54 missioni, agenzie, fondi e programmi delle Nazioni Unite in tutto il mondo.
Per il 2021 il tema della giornata internazionale del volontariato è "Volontari per un futuro comune". Quest'anno, gli eventi organizzati per il 5 dicembre servono per ringraziare i volontari di tutto il mondo e anche per evidenziare le difficoltà e i bisogni dei volontari incontrati durante la pandemia. Dobbiamo riconoscere le azioni volontarie e mostrare l'impatto del volontariato durante la crisi COVID-19, perché "Con il volontariato, uniti siamo più forti".
Il tema del 2022 è la solidarietà attraverso il volontariato: "Insieme, agisci ora". Mentre il mondo è alle prese con sfide umanitarie e di sviluppo, tra guerre e cambiamenti climatici, abbiamo bisogno di volontari che lavorino insieme per il bene comune.
Per il 2023 la giornata si celebra con il tema "il potere dell’azione collettiva: se solo tutti lo facessero". Se tutti facessero volontariato il mondo sarebbe un posto migliore.
Il volontariato rende le persone parte delle soluzioni, permette a individui e comunità di partecipare al proprio sviluppo.
È questo il tema principale della campagna 2024 lanciata dalle Nazioni Unite e così risponde l’UNV, United Nations Volunteers, il programma di volontariato dell’ONU: “Non è possibile raggiungere gli Obiettivi di Sviluppo Sostenibile (SDG) senza coinvolgere le persone”.